# Следопыт (фильм, 2007)
«Следопы́т» (англ. Pathfinder) — приключенческий триллер 2007 года режиссёра Маркуса Ниспела, снятый совместно США и Канадой. Снят по мотивам норвежского фильма 1987 года «Проводник». Главные роли в фильме исполнили Карл Урбан, Мун Бладгуд и Расселл Минз. Теглайн фильма: «An Untold Legend».

## Сюжет
892 год. Викинги совершают набег на поселения индейцев в Северной Америке. Мальчик, сын вождя викингов, брошен отцом за слабость. Индейцы подбирают его и выращивают. Он получает имя «Призрак».
907 год. Спустя пятнадцать лет молодые воины индейцев проходят инициацию. Один из них должен стать заменой старому вождю племени и получить его имя — «Следопыт». В это самое время викинги совершают новый набег и уничтожают всю деревню Призрака. Он в одиночку хочет отомстить своим бывшим сородичам, обладая только ловкостью и знанием местности. Ему приходится сделать выбор между зовом крови и любовью к чужим людям, которые его спасли и вырастили. Одержав тяжелую победу, которая является одновременно как физической — над агрессорами, так и духовной — «над призраками своего прошлого», юноша становится новым «Следопытом» для племени.

## В ролях
| Актёр        | Роль                       |
| ------------ | -------------------------- |
| Карл Урбан   | Призрак                    |
| Мун Бладгуд  | Звездное Пламя, дочь вождя |
| Расселл Минс | Следопыт, вождь индейцев   |
| Клэнси Браун | Гуннар (Гуннбьорн Ульфсон) |
| Джей Таваре  | Чернокрыл                  |
| Ральф Мёллер | Ульфар                     |

## Прокат
Мировая премьера фильма состоялась в России и Малайзии 11 января 2007 года. В США фильм вышел на экраны только 13 апреля 2007 года. На производство картины было затрачено 45 миллионов долларов, а общемировые сборы составили всего лишь около 31 миллиона долларов.